# Вест-Сакраменто (Каліфорнія)
Вест-Сакраменто (англ. West Sacramento) — місто (англ. city) в США, в окрузі Йоло штату Каліфорнія. Населення — 53 915 осіб (2020).

## Географія
Вест-Сакраменто розташований за координатами 38°33′16″ пн. ш. 121°32′56″ зх. д. / 38.55444° пн. ш. 121.54889° зх. д. (38.554509, -121.548808).  За даними Бюро перепису населення США в 2010 році місто мало площу 59,17 км², з яких 55,49 км² — суходіл та 3,68 км² — водойми.

## Демографія
Згідно з переписом 2010 року, у місті мешкали 48 744 особи в 17 421 домогосподарстві у складі 11 663 родин. Густота населення становила 824 особи/км².  Було 18681 помешкання (316/км²).
Расовий склад населення:
| - 60,6 % — білих - 10,5 % — азіатів - 4,8 % — чорних або афроамериканців - 1,6 % — корінних американців - 1,1 % — вихідців з тихоокеанських островів - 13,8 % — осіб інших рас |

До двох чи більше рас належало 7,7 %. Частка іспаномовних становила 31,4 % від усіх жителів.
За віковим діапазоном населення розподілялося таким чином: 26,7 % — особи молодші 18 років, 63,5 % — особи у віці 18—64 років, 9,8 % — особи у віці 65 років та старші. Медіана віку мешканця становила 33,6 року. На 100 осіб жіночої статі у місті припадало 97,7 чоловіків;  на 100 жінок у віці від 18 років та старших — 95,0 чоловіків також старших 18 років.
Середній дохід на одне домашнє господарство  становив 68 921 долар США (медіана — 52 763), а середній дохід на одну сім'ю — 77 012 долари (медіана — 59 912). Медіана доходів становила 48 960 доларів для чоловіків та 45 707 доларів для жінок. За межею бідності перебувало 17,7 % осіб, у тому числі 24,3 % дітей у віці до 18 років та 12,2 % осіб у віці 65 років та старших.
Цивільне працевлаштоване населення становило 22 454 особи. Основні галузі зайнятості: освіта, охорона здоров'я та соціальна допомога — 20,8 %, публічна адміністрація — 13,8 %, науковці, спеціалісти, менеджери — 10,5 %, роздрібна торгівля — 10,2 %.